# Astragalus echinops
Astragalus echinops es una especie de planta del género Astragalus, de la familia de las leguminosas, orden Fabales.

## Distribución
Astragalus echinops se distribuye por Armenia, Azerbaiyán, Jordania, Líbano, Siria, Turquía (Kayseri, Maras, Van), Irak e Irán.

## Taxonomía
Fue descrita científicamente por Aucher ex Boiss. Fue publicado en Diagnoses Plantarum Orientalium 2: 57 (1843).
Sinonimia
- Astragalus superba (Bunge) Kuntze
Astragalus superbus ovalifoliolatus Sirj. & Rech. fil.
Astragalus superbus Bunge
Astragalus regelii Trautv.
Astragalus echinops ovalifoliolatus (Sirj. & Rech. fil.) R. Becht